# Organologie (biologie)
Organologie neboli nauka o ústrojích, orgánech a o stavbě těl rostlin, živočichů i člověka je morfologickou disciplínou. 
Buňky, specializované na jednotlivé funkce, vytvářejí orgány (ústroje), které obstarávají jen specializované výkony. Jednotlivé pochody a děje probíhají ve vzájemné souhře, koordinovaně. Orgány vznikají z tkání, které se sdružují do souborů. Na stavbě orgánu se podílí jeden nebo více druhů tkání. Různé orgány vykonávají svoji činnost tak, že se vzájemně doplňují. Je to umožněno tím, že různé orgány jsou na sobě v jisté míře závislé. Velikost orgánu, jeho stavba i činnost jsou ve vztahu k ostatním orgánům i tělu jako celku. Lze říci, že všechny tělní orgány jsou ve vzájemné morfologické i fyziologické rovnováze. Ve složitém těle živočichů bývá více orgánů s podobnou činností (např. mnoho svalů): nazýváme je soustavou orgánů (např. svalové orgány). Zhruba lze hovořit o těchto hlavních typech tělních orgánů: kožní, kosterní, trávicí, dýchací, cévní, vylučovací, pohlavní, nervové, svalové, smyslové (hmatové, zrakové, chuťové, čichové, sluchové).